# Aqua World
Koordinaten: 36° 20′ 0″ N, 140° 35′ 38″ O
Aqua World (japanisch: アクアワールド・大洗 Akua wārudo Ōarai), in englischer Eigenübersetzung Aqua World Ibaraki Prefecture Oarai Aquarium genannt, ist ein nördlich der japanischen Stadt Ōarai im Landkreis Ost-Ibaraki der Präfektur Ibaraki befindliches Schauaquarium. Es liegt an der Mündung des Flusses Naka in den Pazifischen Ozean. Die Großstadt Kawasaki befindet sich rund 100 Kilometer entfernt im Südwesten. Das Aquarium wurde im Jahr 2002 eröffnet.

## Anlagenkonzept und Tierbestand
Aqua World zeigt auf einer Fläche von fast 20.000 Quadratmetern und einem Gesamtwassergewicht von 5100 Tonnen ca. 580 aquatische Tierarten mit rund 68.000 Individuen. Zu den Ausstellungshöhepunkten zählen:
- Ein großes, Jellyfish 365 genanntes Becken, das verschiedene Quallenarten beinhaltet und über eine Projektionskartierung an den Wänden verfügt. Mit Lichteffekten soll der Wechsel der Jahreszeiten und der Lebenszyklus von Quallen simuliert werden. Zur weiteren Untermalung wird eine Bilderschau mit den Entwicklungsstadien der Quallen bei gedämpfter Hintergrundmusik gezeigt.
- IWASHI LIFE ist ein großes Becken, in dem rund 20.000 Sardinen schwimmen. Es dokumentiert, wie sich die Fische in einer Schule dynamisch bewegen und sich in verschiedene Bewegungsformen verwandeln, als wären sie lediglich ein einzelner lebender Organismus.
- Den Hauptschwerpunkt des Aquariums stellt die kontinuierliche Erforschung der Ökologie und Zucht vieler Haiarten dar. Mit ca. 60 verschiedenen Haiarten zählt das Aquarium weltweit zu den führenden Institutionen bei der Ausstellung dieser Fische.[1] Nachfolgende Bilder zeigen einige Haie aus dem Bestand des Aquariums:

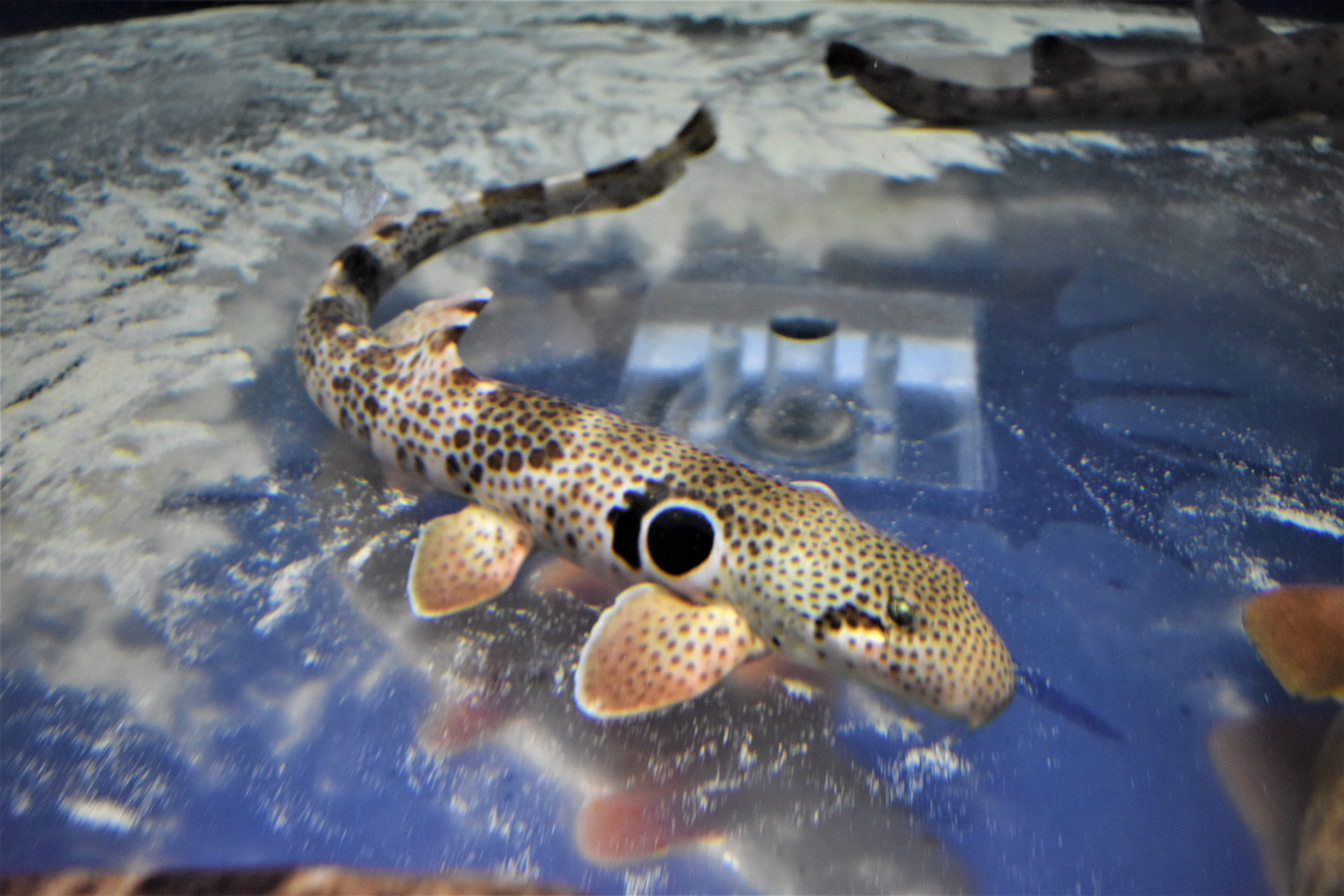
Gefleckter Epaulettenhai
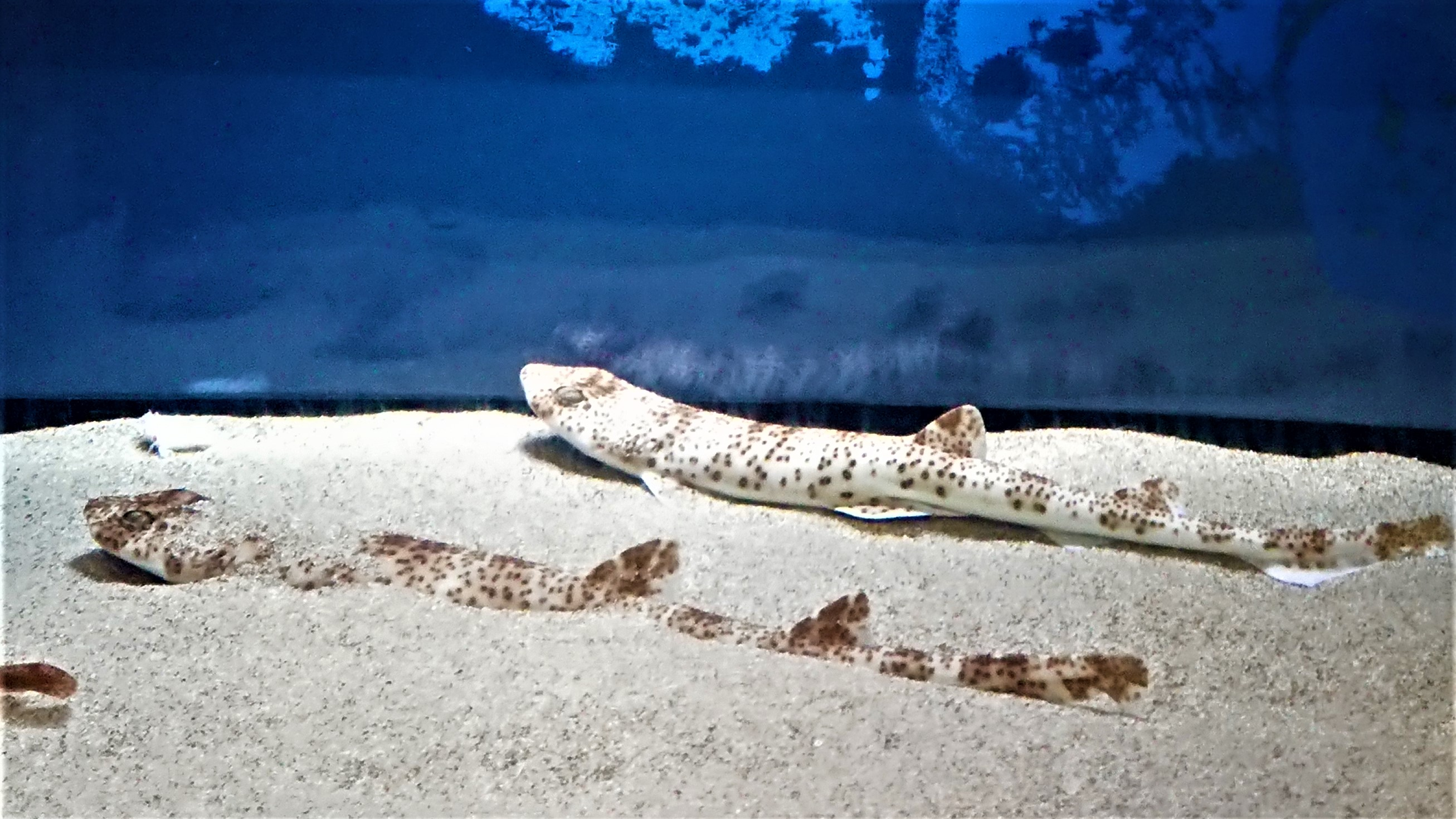
Halaelurus maculosus, ein Grundhai
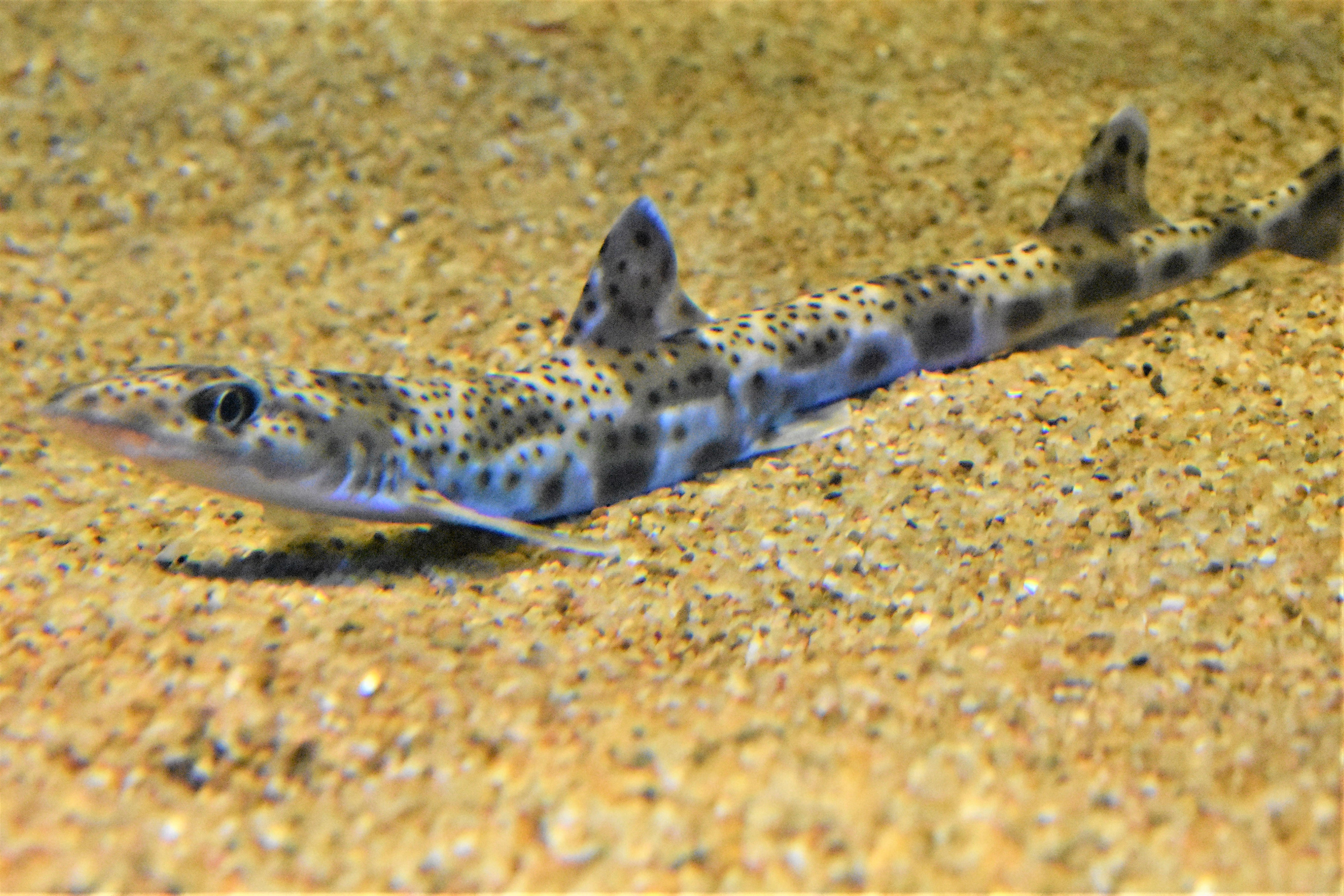
Graziler Katzenhai
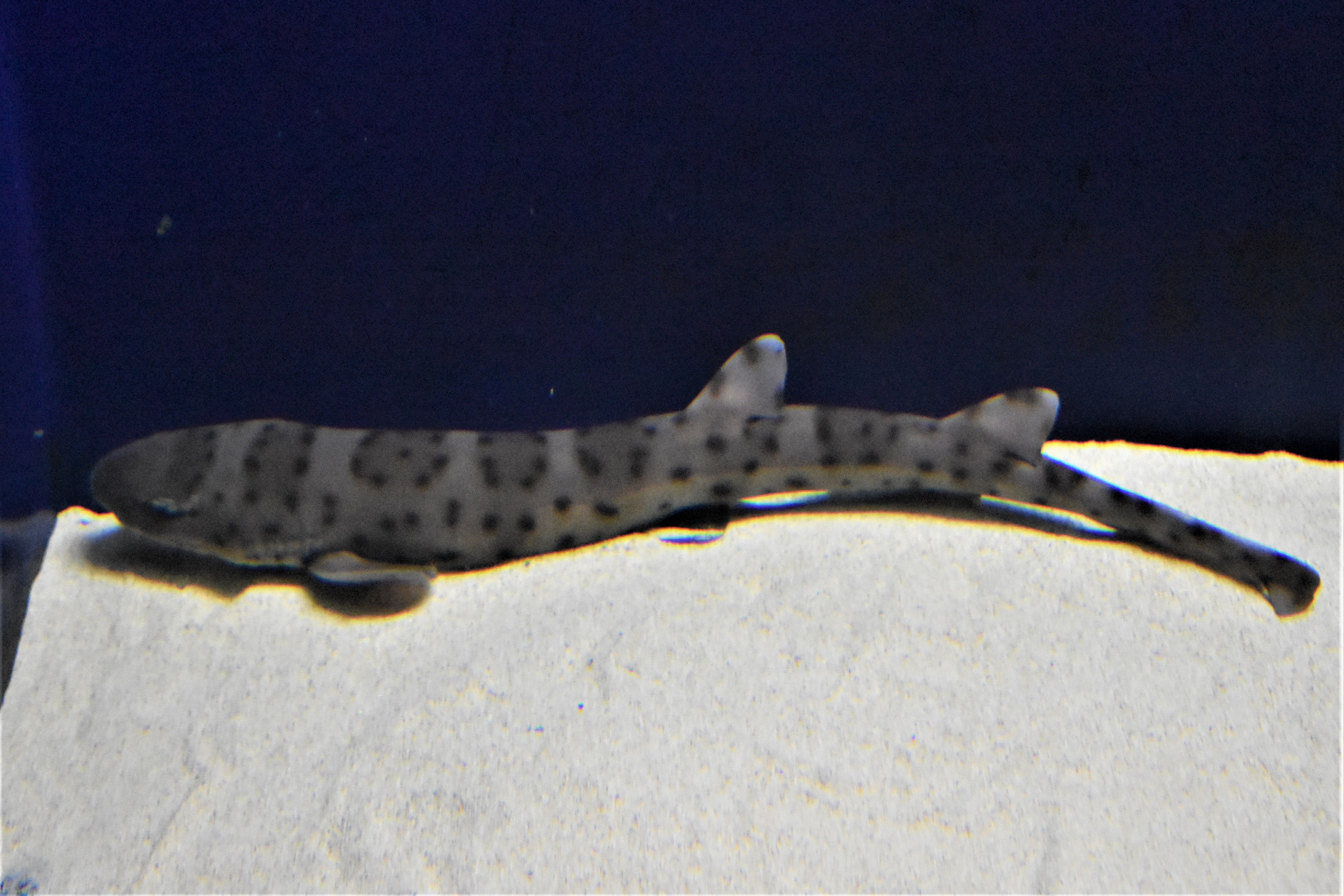
Bali-Katzenhai
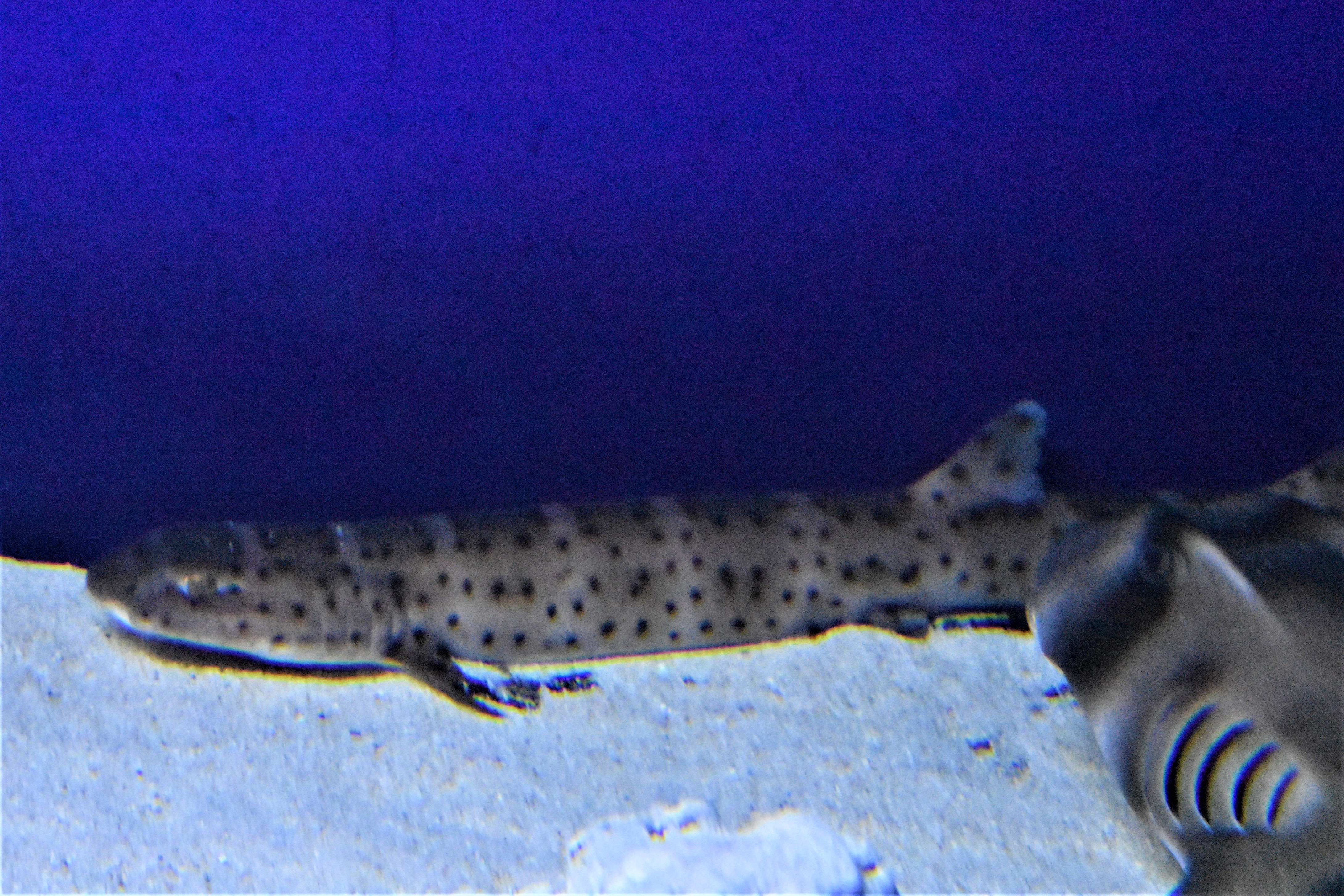
Australischer schwarzgefleckter Katzenhai
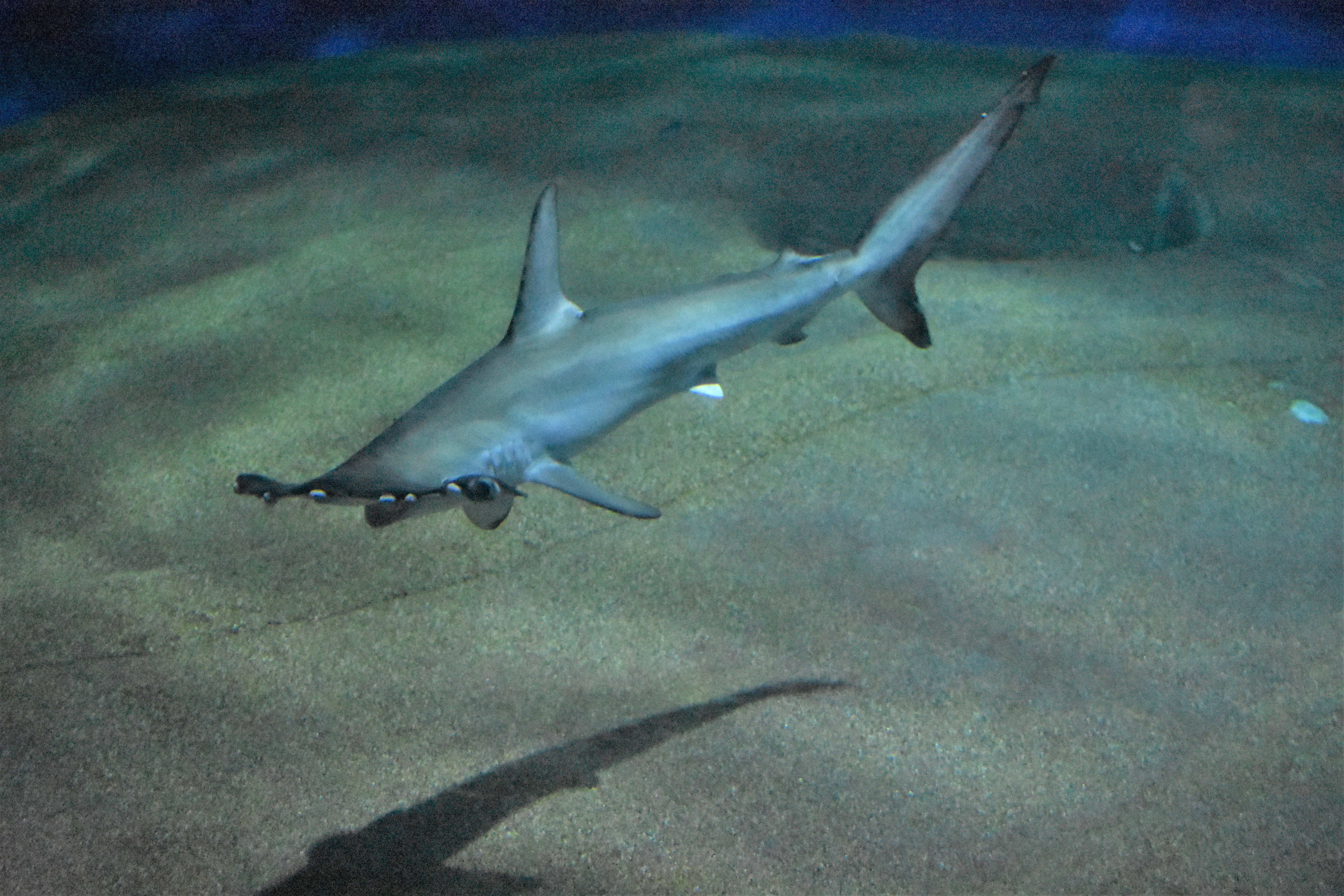
Glatter Hammerhai
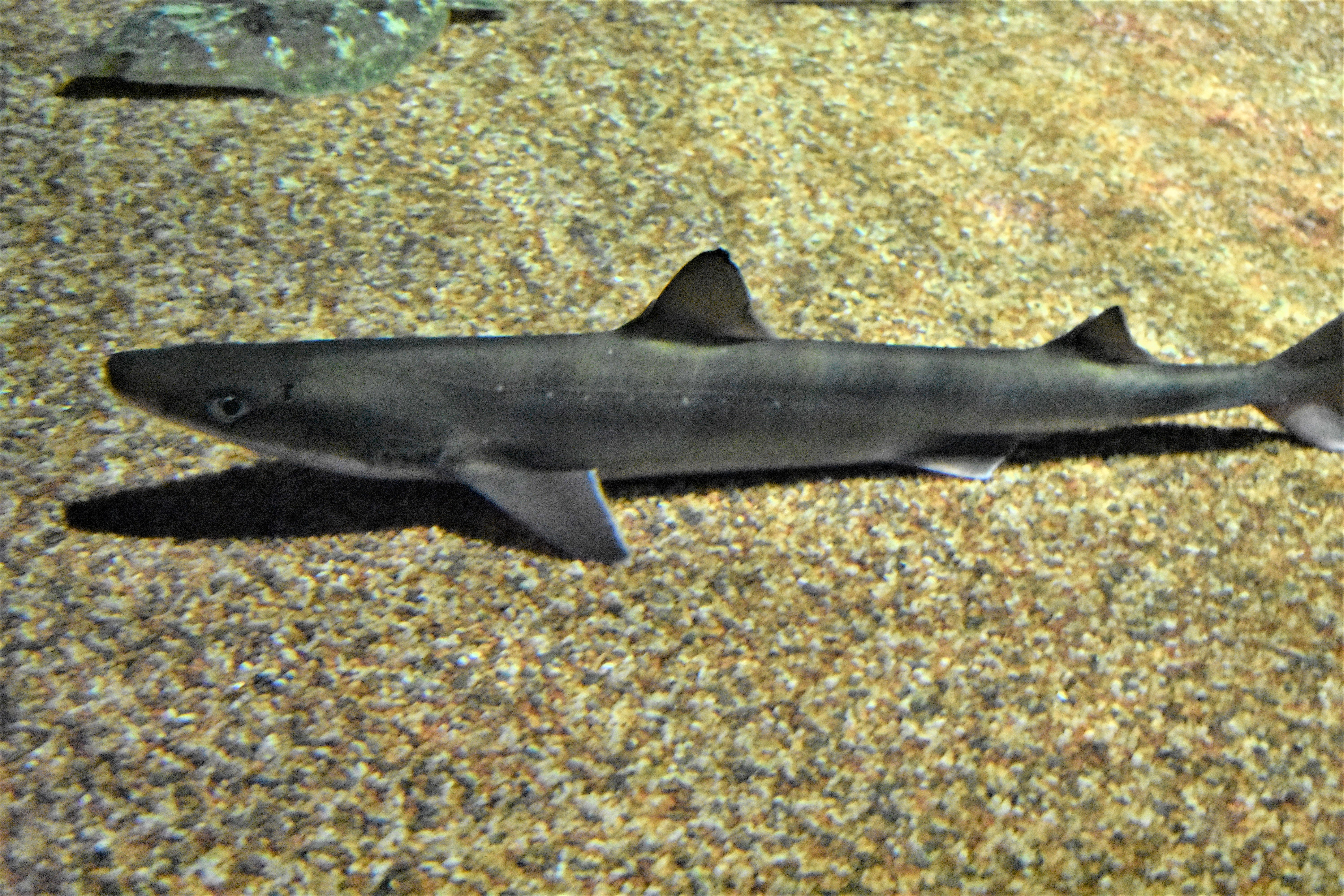
Squalus suckleyi, ein Dornhai
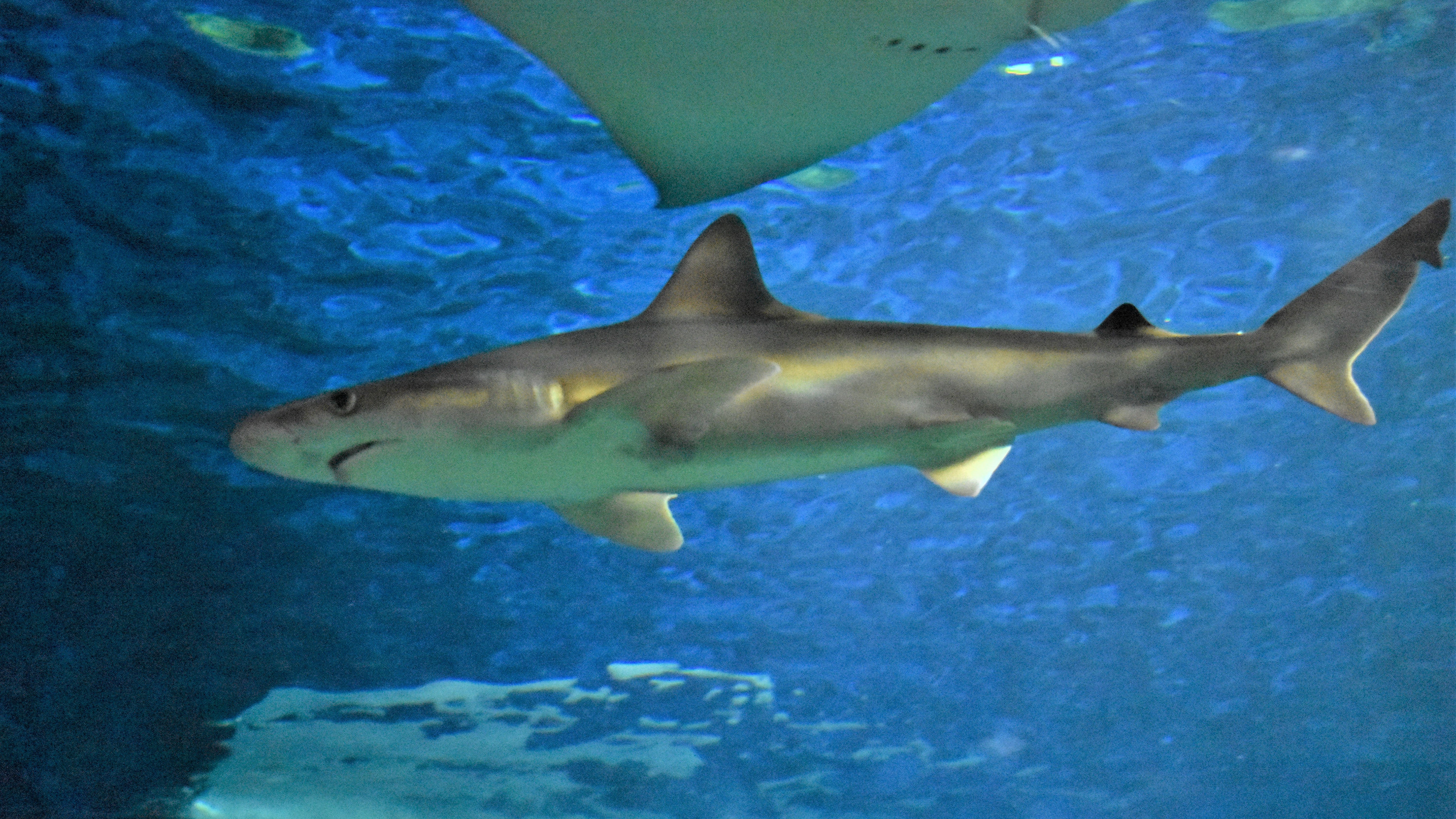
Carcharhinus tjutjot, ein Requiemhai

- Ein Becken, in dem ein Korallenriff nachgebildet wurde, beherbergt etwa 3000 farbenprächtige Fischarten in ca. 40 Arten. Mit zusätzlichen Lichteffekten sollen die farbigen Wasserpflanzen, Korallen und Fische noch schillernder dargestellt werden.
- Gegen eine zusätzliche Gebühr wird den Besuchern eine Night Aqua World-Show geboten, die das Leben im Ozean bei Nacht nachvollzieht.[1]
- Neben den im Innern des Aquariums befindlichen Becken, wurden 2023 Außenanlagen und eine Open-Air-Ozeanterrasse in Betrieb genommen. Gehalten werden dort u. a. Humboldt-Pinguin, Gelbschopflund, Largha-Robbe, Kalifornischer Seelöwe und Südlicher Seebär.[1]